# Turmhügel Schlösschen (Insingen)
Der Turmhügel Schlösschen, auch Burg Insingen genannt, ist eine abgegangene mittelalterliche Turmhügelburg (Motte) etwa 150 Meter östlich bis ostsüdöstlich der Kirche am östlichen Ortsrand von Insingen (Am Schlosshof) im Landkreis Ansbach in Bayern.

## Geschichte
Vermutlich wurde die Burg der Herren von Kesselberg im 12. Jahrhundert erbaut. 1237 wurde die Burg als Sühne „eigenhändig“ durch Juta von Kesselberg abgerissen. Sie wollte damit den Kirchenbann beenden lassen, mit dem ihr Mann Friedrich von Kesselberg belegt war. Er war 1237 im Streit mit Würzburger Reitern erschlagen wurden und sollte kirchlich begraben werden können.
Vermutlich wiederaufgebaut, war die Burg von 1308 bis 1338 im Besitz einer Linie der Reichsküchenmeister von Nordenberg, die sich nach Insingen nannte, und kam im selben Jahr durch Kauf an die Herren von Seldeneck. 1375 wurde Weiprecht von Tann als Besitzer genannt. Da er mit der Stadt Rothenburg in Fehde lag, überfielen diese die Burg und zerstörten sie zum Teil. 1395 kaufte die Stadt im Rahmen ihrer Expansionspolitik auch die Burg Insingen, die sie in der Folge von Vögten verwalten ließen. Ab 1415 gehörte die Burg verschiedenen Rothenburger Bürgergeschlechtern, bis sie 1565 von der Reichsstadt zurückerworben wurde. Zwischen 1649 und 1771 folgte eine weitere Episode in den Händen von Stadtbürgern. Danach kaufte Rothenburg die Anlage wieder zurück, wandelte sie in zwei Bauernhöfe um und ließ diese 1804 versteigern. Anschließend wurden die Burggebäude abgebrochen.

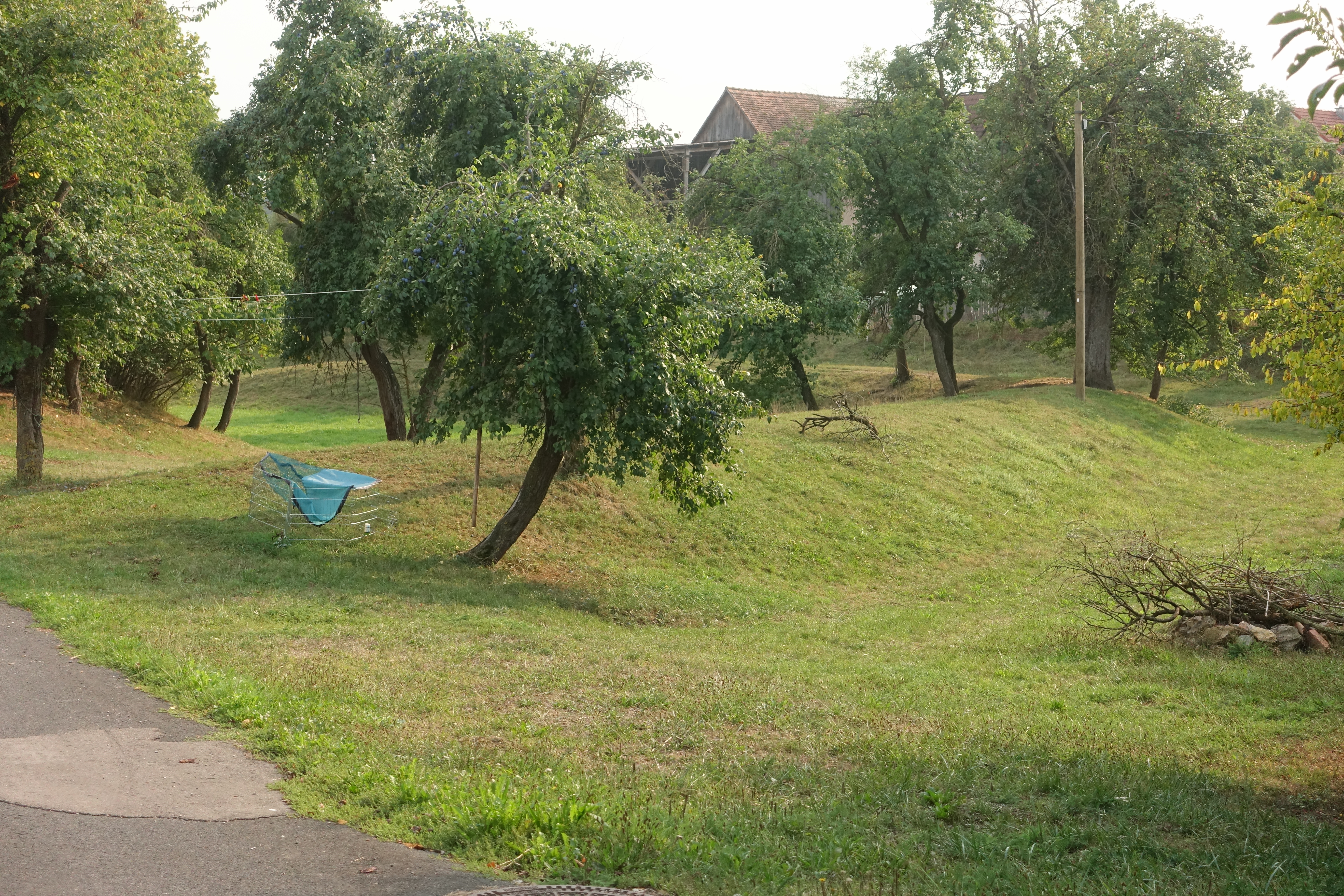
Blick auf die Befestigung

## Beschreibung
Die Motte besteht aus einem runden Turmhügel von 40–45 m Durchmesser, der aus dem  Berghang herausgearbeitet worden ist. Umgeben ist er von einem 7–8 m breiten und 2–3 m hohen Ringwall, der von zwei 12 m breiten Wassergräben flankiert wird. Im Süden und Osten ist diesem noch ein 1 m hoher Wall vorgelagert. Bei der Errichtung des Gutshofes auf dem Hügel  im Jahr 1854 ist dessen Kuppe planiert worden, das Plateau erhebt sich deshalb heute nur noch ca. 2,50 m über der Grabensohle. Nordnordöstlich schließt sich die mit Wall und Innengraben umschlossene, ca. 100 × 60 m große Vorburg an, deren Befestigung großenteils eingeebnet ist. Von der ehemaligen Mottenanlage mit doppelter Wallgrabenanlage ist der Turmhügel teilweise überbaut.